# Hugging Face
Hugging Face, Inc. is een Frans-Amerikaans bedrijf gevestigd in New York dat rekenhulpmiddelen ontwikkelt voor het bouwen van applicaties met behulp van machine learning. Het is vooral bekend vanwege zijn transformers-bibliotheek die is gebouwd voor toepassingen voor natuurlijke taalverwerking en het platform waarmee gebruikers machinelearning-modellen en datasets kunnen delen en hun werk kunnen presenteren.

## Geschiedenis
Het bedrijf werd in 2016 opgericht door de Franse ondernemers Clément Delangue, Julien Chaumond en Thomas Wolf in New York, oorspronkelijk als een bedrijf dat een chatbot-app ontwikkelde die gericht was op tieners. Het bedrijf is vernoemd naar de emoji ‘knuffelgezicht’. Nadat het model achter de chatbot open source was geworden, richtte het bedrijf zich op machine learning.
In maart 2021 haalde Hugging Face 40 miljoen dollar op in een Serie B-financieringsronde.
Op 28 april 2021 lanceerde het bedrijf de BigScience Research Workshop in samenwerking met verschillende andere onderzoeksgroepen om een open groot taalmodel vrij te geven. In 2022 werd de workshop afgesloten met de aankondiging van BLOOM, een meertalig groottaalmodel met 176 miljard parameters.
In december 2022 nam het bedrijf Gradio over, een opensourcebibliotheek die is gebouwd voor het ontwikkelen van machine learning-applicaties in Python.
Op 5 mei 2022 kondigde het bedrijf zijn Series C-financieringsronde aan onder leiding van Coatue en Sequoia. Het bedrijf kreeg een waardering van $ 2 miljard.
Op 3 augustus 2022 kondigde het bedrijf de Private Hub aan, een bedrijfsversie van zijn openbare Hugging Face Hub die SaaS- of on-premise-implementatie ondersteunt.
In februari 2023 kondigde het bedrijf een partnerschap aan met Amazon Web Services (AWS), waardoor de producten van Hugging Face die beschikbaar zijn voor AWS-klanten deze kunnen gebruiken als bouwstenen voor hun aangepaste applicaties. Het bedrijf zei ook dat de volgende generatie BLOOM zal draaien op Trainium, een eigen machine learning-chip gemaakt door AWS.
In augustus 2023 kondigde het bedrijf aan dat het $ 235 miljoen had opgehaald in een Serie D-financiering, tegen een waardering van $ 4,5 miljard. De financiering werd geleid door Salesforce, en opmerkelijke deelname kwam van Google, Amazon, Nvidia, AMD, Intel, IBM en Qualcomm.

## Diensten en technologieën

### Transformers-bibliotheek
De Transformers-bibliotheek is een Python-pakket dat opensource-implementaties bevat van transformatormodellen voor tekst-, afbeeldings- en audiotaken. Het is compatibel met de deep learning-bibliotheken van PyTorch, TensorFlow en JAX en bevat implementaties van opmerkelijke modellen zoals BERT en GPT-2. De bibliotheek heette oorspronkelijk "pytorch-pretrained-bert" die vervolgens werd hernoemd naar "pytorch-transformers" en uiteindelijk "transformers".

### Hugging Face Hub
De Hugging Face Hub is een platform (gecentraliseerde webservice) voor het hosten van:
- Op Git gebaseerde code repository's, inclusief discussies en pull-aanvragen voor projecten.
- modellen, ook met op Git gebaseerd versiebeheer;
- datasets, voornamelijk tekst, afbeeldingen en audio;
- webapplicaties ("spaces" en "widgets"), bedoeld voor kleinschalige demo's van machine learning-applicaties.

### Andere bibliotheken

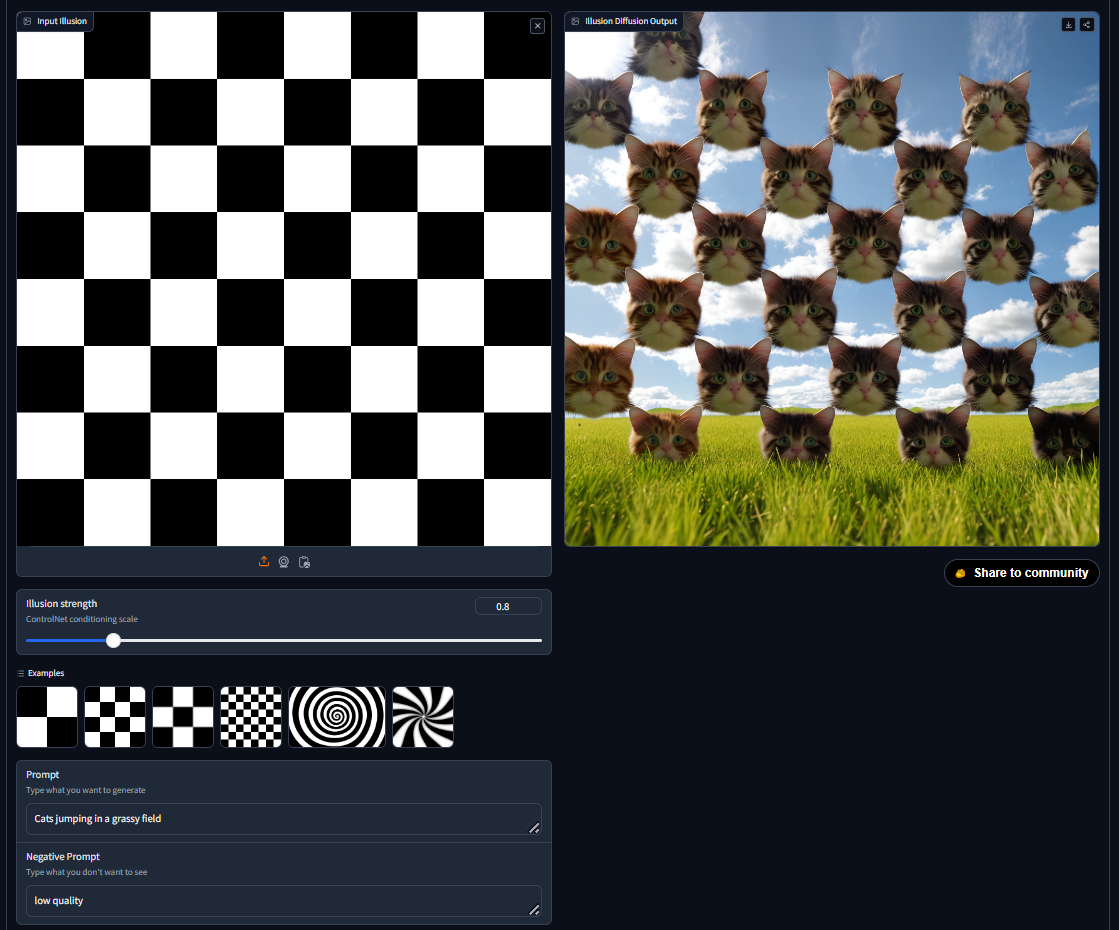
Gradio UI-voorbeeld

Naast Transformers en de Hugging Face Hub bevat het Hugging Face-ecosysteem bibliotheken voor andere taken, zoals datasetverwerking ("Datasets"), modelevaluatie ("Evaluate") en machine learning-demo's ("Gradio").